# César Canevaro
César Canevaro y Valega (Lima, 19 de enero de 1846 - Lima, 31 de octubre de 1922) fue un militar y político peruano. 
Luchó en la guerra del Pacífico, poniendo su fortuna y sus relaciones personales al servicio de la defensa de su patria. Al finalizar la guerra se hizo partidario del general Andrés A. Cáceres, a quien secundó en sus dos gobiernos. Ocupó diferentes cargos públicos: una vez diputado y presidente de su Cámara (1881), varias veces alcalde de Lima (1881, 1886, 1887, 1888, 1889, 1894, 1895), cinco veces senador, dos veces presidente del Senado, dos veces vicepresidente de la República (1894-1895 y 1919-1922), enviado extraordinario y plenipotenciario en Estados Unidos (1892-1893) y presidente del Supremo Tribunal de Guerra y Marina.

## Biografía
César Canevaro perteneció a una acaudalada familia de origen italiano residente en el Perú. Sus padres fueron José Canevaro, duque de Zoagli (comerciante y dueño de bancos) y Francisca Valega Iribar. Su hermano Rafael Canevaro y Valega fue presidente del Club Nacional entre 1888 y 1890.
Gracias a la buena situación económica de su familia, fue enviado al Colegio Militar de Bélgica para seguir estudios de ingeniería militar, que los continuó en la Escuela de Aplicación hasta graduarse de subteniente. Prestó luego servicios en las fortificaciones de Tremonde y ascendió a capitán de artillería en 1866. En 1868 fue nombrado agregado militar en la legación del Perú en Francia.
De vuelta al Perú ocupó diversos cargos dentro y fuera del Ejército, llegando a desempeñarse como gerente del Banco del Perú. Al restablecerse la Guardia Nacional durante el gobierno de Manuel Pardo y Lavalle (1872-1876), se plegó entusiasmado a su organización y comandó el batallón N.º 10. Participó en la debelación de la revolución de Nicolás de Piérola, asistiendo al combate de Los Ángeles del 7 de diciembre de 1874.
Durante la Guerra del Pacífico aportó de su propio dinero para equipar su batallón, que pasó a denominarse Batallón de Línea N.º 2, pero que fue más conocido como Batallón Canevaro. También realizó gestiones para comprar en Europa las municiones de grueso calibre que urgían a la escuadra y supervisó su transporte. Trasladado a Arica, dirigió las fortificaciones de dicha plaza. Al mando de la segunda división del primer ejército del Sur en Arica, integrada por los batallones Canevaro y Cazadores del Rímac, intervino en la batalla del Alto de la Alianza, el 26 de mayo de 1880, donde fue derrotado el ejército aliado peruano-boliviano.
Ya como coronel, participó en la defensa de Lima, peleando en la batalla de San Juan y Chorrillos (13 de enero de 1881), donde mostró gran valor y patriotismo. Junto con Cáceres insistió al dictador Piérola para que autorizara aquella misma noche un ataque sorpresa al campamento chileno, pues un buen grupo de los invasores se hallaban embriagados y riñéndose entre ellos luego de saquear e incendiar Chorrillos. Piérola se rehusó a dar tal orden, decisión que hasta el presente sigue siendo motivo de polémica.
Peleó enseguida en la batalla de Miraflores (15 de enero), donde fue herido en el cuello, siendo trasladado al Consulado General del Imperio Ruso, para luego ser llevado a su domicilio. Pero pronto se le encomendó la alcaldía de Lima, que ejerció del 1 de abril a 9 de diciembre de 1881, cuando el Concejo Provincial fue disuelto por orden de Patricio Lynch, jefe de la ocupación chilena. Durante esta primera gestión municipal, Canevaro se preocupó por emprender las obras de reparación de la castigada ciudad, así como sostuvo la vigencia de las leyes nacionales frente a la injerencia del ejército de ocupación.
Fue elegido diputado por la provincia de Huarochirí en el Congreso Extraordinario convocado por el presidente Francisco García Calderón, el cual se reunió en Chorrillos del 10 de julio al 22 de agosto de 1881. Se le confió la presidencia de dicho Congreso.
En agosto de 1882 se dirigió a Arequipa, con la intención de ponerse a las órdenes del contralmirante Lizardo Montero (entonces presidente interino de la República, en reemplazo del cautivo García Calderón), quien lo ascendió a General de Brigada y lo nombró jefe de la Guardia Nacional. A principios de 1883 fue nombrado comandante del Ejército de Línea, de modo que llegó a mandar las fuerzas que defendían el sur peruano.
En 1883 fue elegido senador por Lambayeque en el Congreso que se reunió en Arequipa de abril a julio de ese año. En Arequipa le tocó actuar en el último episodio de la guerra con Chile, intentando organizar la defensa de la ciudad blanca ante el avance de los chilenos, pero finalmente estos la ocuparon sin hallar resistencia (29 de octubre de 1883). Días antes se había firmado el Tratado de Ancón, que puso fin a la guerra.
Al igual que Lizardo Montero, Canevaro se retiró a Puno y luego a Bolivia. De vuelta en el Perú, se unió a la revolución del general Andrés Avelino Cáceres contra el gobierno del general Miguel Iglesias, que originó la guerra civil de 1884-1885. Fue nombrado Jefe político y militar de los departamentos del sur (1884). Cáceres triunfó y fue elegido presidente constitucional (1886-1890). Desde entonces, Canevaro se contó entre los más conspicuos miembros del partido cacerista o Constitucional, que se mantendría en el poder hasta 1895.
Canevaro fue nuevamente elegido alcalde de Lima (de 23 de mayo de 1886 a 31 de diciembre de 1888), así como senador por Lima (1886-1894), llegando a presidir su cámara en 1894. Fue también agente confidencial del gobierno peruano en Bolivia y ministro plenipotenciario en Estados Unidos (1892-1893).
Durante el cuestionado segundo gobierno de Cáceres fue elegido primer vicepresidente de la República y una vez más ejerció la alcaldía de Lima (1894-1895).
En 1900 fue nombrado jefe de Estado Mayor general del ejército. En 1905 fue ascendido al grado de general de división y nombrado presidente del Tribunal Supremo de Guerra y Marina. Desde 1911 hasta su muerte fue senador por Huancavelica. Asimismo, En 1919, cuando el presidente Augusto Leguía dio inicio a su oncenio, Canevaro fue elegido senador por el departamento de Huancavelica para la Asamblea Nacional de ese año que tuvo por objeto emitir la Constitución de 1920. En 1919 fue nuevamente vicepresidente de la República del gobierno de Augusto Leguía, quien recibió el apoyo de Cáceres y su partido. Asimismo, mantuvo el cargo de Senador por Huancavelica hasta su muerte.
Fue también presidente del desaparecido «Club Chorrillos de Regatas y Tiro al Blanco» y del Club de la Unión de Lima.
Se casó con Ignacia Rodulfo, quien también pertenecía a una familia adinerada, viviendo en una casona de dos pisos de líneas neoclásicas, puras y refinadas, ubicada en la cuadra 7 del jirón Áncash, Barrios Altos. Sus balcones y rejas, y sus ambientes estrictamente proporcionales, son un claro ejemplo de la arquitectura republicana.
Falleció en Lima en 1922.